# Othon Ier d'Anhalt-Aschersleben
Othon Ier est un prince de la maison d'Ascanie mort entre le 25 juin 1304 et le 25 janvier 1305. Il règne sur la principauté d'Anhalt-Aschersleben de 1266 à sa mort.

## Biographie
Othon Ier est le fils ainé du prince Henri II et de son épouse Mathilde de Brunswick-Lunebourg, une fille d'Othon Ier de Brunswick.
À la mort de son père, en 1266, il devient souverain de la principauté d'Anhalt-Aschersleben sous la régence de sa mère Mathilde aux côtés de son frère cadet Henri III. Les deux frères, devenus majeurs en 1270, poursuivent leur règne jusqu'en 1283. Cette année-là, Henri III renonce à tous ses droits en faveur d'Othon Ier avant d'entreprendre une carrière ecclésiastique. Othon Ier reste seul prince jusqu'à sa mort en 1304/1305.

## Union et postérité
Othon épouse entre le 6 mai et le 23 juillet 1283  Hedwige (née vers 1252/1256, morte avant 14 décembre 1300), fille du duc
Henri III le Blanc de Silésie-Wrocław et veuve d'Henri (mort en 1282), le fils ainé d'Albert II de Misnie. Ils ont eu des enfants :
- Othon II, prince d'Anhalt-Aschersleben ;
- Sophie, épouse vers 1308 le comte Ulrich III Regenstein-Heimburg ;
- Élisabeth, épouse vers 1300 le comte Frédéric II de Beichlingen-Rotenburg.